# Trollhättans högre allmänna läroverk
Trollhättans högre allmänna läroverk var ett läroverk i Trollhättan verksamt från 1899 till 1968.

## Historia
Skolan bildades 1899 som en samskola i slutet av 1910-talet ombildats till en kommunal mellanskola som till 1929 ombildats till en samrealskola, från 1951 med ett kommunalt gymnasium.
1956 hade gymnasiet helt förstatligats och skolan blev då Trollhättans högre allmänna läroverk. Skolan kommunaliserades 1966 och namnändrades då, efter sammanslagning med Trollhättans Handelsgymnasium till Polhemsgymnasiet. Naturvetenskapliga ämnena överförs till Nils Ericsonsgymnasiet. Studentexamen gavs från 1954 till 1968 och realexamen från 1908 till omkring 1966.
Skolbyggnaden från 1936 används numera av Högskolan Väst.